# Rakipsiz
Rakipsiz (tr. für: „Unerreicht“) ist das zehnte Studioalbum der türkischen Sängerin Demet Akalın. Es wurde am 7. November 2016 veröffentlicht und ist nach dem gleichnamigen Song benannt. Rakipsiz erschien vom Label Doğan Music Company und war nach Pırlanta das zweite Album von Akalın, welches unter diesem Label herausgegeben wurde.

## Hintergrund und Entstehung
Das vorherige Studioalbum von Demet Akalın, welches 2015 unter dem Titel Pırlanta erschien, wurde insbesondere in der Türkei ein kommerzieller Erfolg.
Das Album verzeichnet bis heute ca. 105.000 verkaufte Einheiten und wurde mit einer goldenen Schallplatte ausgezeichnet. Sechs von insgesamt vierzehn Liedern wurden als Singleauskopplungen veröffentlicht; zusätzlich erschienen zu den Liedern je sechs Musikvideos. Aufgenommen und erstellt wurde es in mehreren Tonstudios in Istanbul, darunter im Volga Tamöz's Studio, in den Marşandiz Studios und im Stüdyo Hiperaktif.
Die Arbeiten am neuen Album begannen im Frühjahr 2016. Dabei arbeitete Akalın u. a. mit dem Produzenten Sinan Akçıl und Volga Tamöz zusammen. Wie später bekannt wurde, soll das Album Akalıns 20-jährige Musikkarriere markieren. Der Titel und das Cover des Albums stammt laut Akalın von ihrem Twitter- und Facebook-Account. Während der Erstellung im Studio teilte sie auf ihren Social-Media-Profilen Teaser zu den einzelnen Liedern von Rakipsiz. Im Sommer bestätigte Akalın, dass das Album im Herbst 2016 erscheinen soll.

## Promotion und Veröffentlichung
Akalın veröffentlichte Anfang November 2016 einen kurzen Teaser und später ein Musikvideo zu der Lead-Single Hayalet auf YouTube und anderen Internetplattformen. Das Cover des Albums erschien ebenfalls in den sozialen Netzwerken und war zudem auch auf Plakaten in Istanbul und anderen türkischen Städten zu sehen. Am 13. November, sechs Tage nach der Herausgabe, trat Akalın während der 43. Verleihung des Altın Kelebek live auf und interpretierte das Lied Hayalet. Im darauf folgenden Jahr, am 9. Januar 2017, wurde das Musikvideo zu Ah Ulan Sevda herausgegeben. Die Videos der Singles Nazar, Damga Damga und Bu Defa Son erschienen im Zeitraum von September 2017 bis zum Oktober 2018.
Rakipsiz wurde am 11. November 2016 offiziell als Standardversion veröffentlicht; auf der Plattform Spotify erschien das Album am 14. November. Während eines Promotionskonzerts sagte Akalın in einem Interview: „Gülşen entschied, ein neues Lied für das Album zu schreiben und zu produzieren. […] Ich habe nicht damit gerechnet; sie sagte mir jedoch, es sind nun mittlerweile zwanzig Jahre vergangen, seit ich im Musikgeschäft tätig bin. Ich sagte zu Gülşen, dass ich mit der Veröffentlichung solange warte, bis sie das Lied fertig geschrieben hat. Gülşen ist eine großartige Künstlerin und ich schätze ihre Arbeit sehr. […]“. In einem Interview mit der Moderatorin Özge Ulusoy von der Zeitschrift Lifetime Turkey erklärte sie: „Wir haben den Veröffentlichungstermin nicht wegen des Liedes, dass Gülşen geschrieben und produziert hat, verschoben. Sie hat Ah Ulan Sevda erst hinzugefügt, als das Album erst fertig war. […] Gülşen wies darauf hin, dass sie das Lied lange Zeit vorher bereits fertiggestellt habe. Jedoch kam es zu einem Missverständnis“.

## Rezeption
Das Album erhielt überwiegend positive Bewertungen. Ali Eyüboğlu von der Zeitschrift Milliyet schrieb: „Es gibt keinen Song auf dem Album, der vergeblich oder gar verweichlicht klingt. Sechzehn Lieder, die von anderen Künstlern geschrieben und produziert wurden! Einfach großartig.“ Oben Budak von Habertürk bewertete das Album positiv und fügte hinzu: „Rakipsiz sei ein Album, für das Demet Akalın viel und hart gearbeitet hat und das auf einem hohen Niveau liegt. Es gibt eine Menge, die sie mit ihrer Stimme dem Album zugefügt hat. Demet Akalın weiß, welche Lieder zu großen Hits werden können und welche nicht. Sie ist eine ausgezeichnete Künstlerin.“ Naim Dilmener von Hürriyet vergab drei von insgesamt fünf Sternen und schrieb: „Rakipsiz sei ein Album voller Lieder, das man als ein reines Demet-Akalın-Album ansehen kann. Obwohl Rakipsiz Sound- und Stereoeffekte hinzugefügt wurden, erkennt man die klaren Strukturen der einzelnen Songs.“ Der Redakteur Esin Övet von Akşam bewertete das Album ebenfalls positiv und sagte: „Mit der richtigen Auswahl an Songs, die von Demet Akalın stammen, können wir noch viele Jahre fröhlich sein und lachen oder aber auch traurig sein und weinen.“

## Inhalt und musikalische Struktur
Das Musikalbum hat eine Laufzeit von ca. einer Stunde und enthält sechzehn Lieder, die in türkischer Sprache gesungen werden. Im Gegensatz zu den Vorgängeralben beinhaltet Rakipsiz keine Remixversion eines Liedes oder einen Bonustrack. Alle Songs zählen zum Genre Pop; es sind aber auch Einflüsse von Dance-Pop enthalten. Die Liedtexte handeln im Einzelnen von Liebe und Schmerz sowie Gefühlen der Einsamkeit.
Die Lead-Single Hayalet wurde von der türkischen Sängerin und Songwriterin Gülşen geschrieben und komponiert. Akalın gab später auf ihrem Twitter-Account bekannt, dass der türkische Sänger Edis im Musikvideo einen Gastauftritt hat und als Backgroundsänger zu sehen ist. Im Lied Gazino wurde zu Beginn des Liedes eine Liveaufnahme von Mehmet Ali Erbil und Fatih Ürek verwendet. Die Stimme des türkischen Sängers und Produzenten Sinan Akçıl ist am Anfang von Dürbün zu hören. Akçıl selbst schrieb die Texte zu Dürbün und spielte die Musik ein.

## Singleauskopplungen
Hayalet
Die Lead-Single Hayalet (tr. für: „Geist“) wurde am 11. November 2016 als erste von fünf Singleauskopplungen veröffentlicht. Das Lied erreichte Platz 1 in den türkischen Singlecharts sowie Platzierungen bei zahlreichen Radiocharts, darunter Yerel Radyo und Radyo Viva. Aufgrund der hohen Positionen in den Charts ist Hayalet das erfolgreichste des Albums. An der Produktion war der Songwriter und Produzent Ozan Çolakoğlu sowie die Sängerin und Songwriterin Gülşen beteiligt. Die Regie zum Musikvideo, das auf YouTube erschien, führte Müjdat Küpşi.
Ah Ulan Sevda
Ah Ulan Sevda (tr. für: „Ah, es ist Ulanenliebe“) erschien als zweite Auskopplung etwa drei Monate später nach Hayalet am 9. Januar 2017. Sie konnte Platz 7 der Turkey-Top-20-Charts erreichen. Die Liedtexte schrieb die Songwriterin Ayla Çelik; Gökhan Tepe komponierte und spielte die Musik ein.
Nachdem bereits für das vorherige Lied Hayalet ein Musikvideo erstellt worden war, entschied sich Akalın, ein zweites Video für Ah Ulan Sevda zu drehen. Der Regisseur Nihat Odabaşı übernahm hierfür die Dreharbeiten. Laut Angaben wurde der Clip innerhalb von 24 Stunden erstellt und am 9. Januar 2017 veröffentlicht. Anlässlich der 44. Verleihung des Altın Kelebek erhielt das Video eine Nominierung in der Kategorie „Bestes Musikvideo“.
Im Februar 2018 wurde das Video durch die TRT in der Türkei vorübergehend gesperrt. Laut Angaben der Rundfunkgesellschaft liegt zwar kein eindeutig definierbarer Grund für die Zensierung vor, jedoch soll das Lied laut einer Liste von TRT moralisch unpassend sein und/oder gar in Verbindung mit terroristischen Aktivitäten in Verbindung stehen.
Damga Damga
Mit Damga Damga (tr. für: „Abdruck, Abdruck“) folgte am 22. September 2017 die dritte Single des Albums. Im Vergleich zu den beiden vorherigen Tracks Hayalet und Ah Ulan Sevda konnte die Single keine Chartplatzierung erlangen.
An der Produktion des Liedes war der Songwriter und Produzent Murat Güneş sowie der Komponist Volga Tamöz beteiligt. Das Musikvideo wurde unter der Regie von Müjdat Küpşi aufgenommen und am selben Tag auf YouTube veröffentlicht.
Nazar
Nazar (tr. für: „Blick“) erschien am 10. Dezember 2016 als vierte Singleauskopplung des Albums. Der Song erreichte Platz 6 in den türkischen Top-20-Charts. Komponiert und geschrieben wurde der Song von Gökhan Özen.
Die Regie des Musikvideos, welches am 20. März 2017 veröffentlicht wurde, übernahm Nihat Odabaşı. Die Dreharbeiten fanden u. a. in Istanbul statt. Das Design und Make-up, für das Önder Tiryaki verantwortlich war, bekam in den sozialen Medien vielfach positive Kommentare und Rückmeldungen. Bei der 44. Verleihung des Altın Kelebek wurde das Video von Nazar neben dem von Ah Ulan Sevda in der Kategorie „Bestes Musikvideo“ nominiert.
Bu Defa Son
Bu Defa Son (tr. für: „Das letzte Mal“) ist die fünfte und letzte Single und wurde am 29. Oktober 2018 veröffentlicht. Sie erreichte neben der Singleauskopplung Damga Damga ebenfalls keine Platzierung in den Top-20-Charts.
An der Produktion des Liedes waren die Produzentin Gözde Ançel und der Sänger Buray beteiligt. Die Regie zum Musikvideo führte Metin Boyraz. Der Clip erschien am selben Tag wie die Single selbst auf der Plattform YouTube.

## Titelliste
| #   | Titel              | Songschreiber | Produzent               | Länge |
| --- | ------------------ | ------------- | ----------------------- | ----- |
| 1.  | Hayalet            | Gülşen        | Gülşen                  | 3:43  |
| 2.  | Nazar              | Gökhan Özen   | Gökhan Özen             | 3:17  |
| 3.  | Altın Kafes        | Özlem Argo    | Reşit Gözdamla          | 3:39  |
| 4.  | 50 Cevapsız Arama  | Berksan       | Turaç Berkay Özer       | 2:49  |
| 5.  | Damga Damga        | Murat Güneş   | Volga Tamöz             | 3:37  |
| 6.  | Gazino             | Murat Yeter   | Sirel                   | 4.05  |
| 7.  | Ah Ulan Sevda      | Ayla Çelik    | Gökhan Tepe             | 3:51  |
| 8.  | Vereceksen Ver     | Şebnem Sungur | Ayla Çelik, Gökhan Tepe | 3:51  |
| 9.  | Bu Defa Son        | Gözde Ançel   | Buray                   | 3:38  |
| 10. | Cinayet            | Gökhan Özen   | Gökhan Özen             | 4:19  |
| 11. | Dürbün             | Sinan Akçıl   | Sinan Akçıl             | 3:21  |
| 12. | Rakipsiz           | Murat Güneş   | Volga Tamöz             | 3:38  |
| 13. | Kaybedenler Kulübü | Gökhan Özen   | Gökhan Özen             | 3:35  |
| 14. | Hürmetler          | Murat Güneş   | Murat Güneş             | 3:24  |
| 15. | Tabu               | Berkay        | Berk Telkıvıran         | 4:01  |
| 16. | Efeler             | Ayla Çelik    | Ayla Çelik              | 3:41  |

## Chartplatzierungen
| ChartsChartplatzierungen | Höchstplatzierung | Wochen |
| ------------------------ | ----------------- | ------ |
| Türkei (D&R)             | 1                 |        |

### Singles
| Jahr | Titel Album   | Höchstplatzierung, Gesamtwochen, AuszeichnungChartsChartplatzierungen (Jahr, Titel, Album, Platzierungen, Wochen, Auszeichnungen, Anmerkungen) | Anmerkungen                              |
| Jahr | Titel Album   | TR | Anmerkungen                              |
| ---- | ------------- | --- | ---------------------------------------- |
| 2016 | Hayalet       | TR1 (… Wo.)TR | Erstveröffentlichung: 11. November 2016  |
| 2017 | Ah Ulan Sevda | TR7 (… Wo.)TR | Erstveröffentlichung: 9. Januar 2017     |
| 2017 | Nazar         | TR6 (… Wo.)TR | Erstveröffentlichung: 22. September 2017 |

## Verkaufszahlen
| Land   | Verkäufe |
| ------ | -------- |
| Türkei | - 70.000 |

## Veröffentlichungen
| Land     | Datum             | Format       | Label               |
| -------- | ----------------- | ------------ | ------------------- |
| Türkei   | 7. November 2016  | CD, Download | Doğan Music Company |
| Weltweit | 11. November 2016 | CD, Download | Doğan Music Company |

## Mitwirkende
Folgende Personen trugen zur Entstehung des Albums Rakipsiz bei

### Produktion
- Ausführende Produzenten: Samsun Demir, Okan Kurt, Demet Akalın
- Produktion: Samsun Demir, Okan Kurt, Demet Akalın
- Abmischung: Burak Ayaz, Emre Kıral, Murat Bulut, Murat Yeter, Ozan Çolakoğlu, Özgür Yurtoğlu, Serkan Kula, Tarık Ceran, Turaç Berkay Özer, Volga Tamöz
- Mastering: Emre Kıral

### Visuelles
- Artwork, Fotografien: Müjdat Küpşi, GD Ofset
- Design: Müjdat Küpşi, Özlem Semir
- Styling: Önder Tiryaki
- Regie: Metin Boyraz, Müjdat Küpşi, Nihat Odabaşı